# Laser carduchorum
Laser carduchorum — вид квіткових рослин з родини окружкових (Apiaceae). Ареал охоплює такі країни: Туреччина (пд.-сх. Анатолія).

## Середовище
Населяє кам'янисті вапнякові схили та яри, на висотах 2200–2450 метрів.

## Морфологічна характеристика
Це прямовисний ± ворсинчастий багаторічник зі смугастими стеблами, 60–80 см, з міцним кореневищем. Нижнє листя 3–4-перисте, 25–30 × 15–25 см, сегменти від яйцеподібних до ромбоподібних, ± глибоко лопатеві або зубчасті, 8–18 × 5–12 мм; ніжки листків густо шерстисті. Променів 17–22, борозенчасті, ± рівні, 3–5 см. Приквітків 8–10, 2–3 см. Квітконіжок 12–20, ± рівні, 6–9 мм. Пелюстки білі, при висиханні жовті, 3–3.5 мм. Мерикарпії злегка стиснуті дорсально, ± ворсинчасті. Період цвітіння: липень і серпень.